# Saido Berahino
Saido Berahino (* 4. August 1993 in Bujumbura, Burundi) ist ein englisch-burundischer Fußballspieler. Der Stürmer stand zuletzt bei Sheffield Wednesday unter Vertrag und spielt für die burundische Nationalmannschaft.

## Persönliches
Berahino, dessen Vater früh starb, kam im Alter von zehn Jahren zu seiner Mutter Liliane und seinen Geschwistern als Bürgerkriegsflüchtling von Burundi nach England. Seiner Familie wurde politisches Asyl in Newtown, einem Vorort von Birmingham, gewährt. Berahino ist Vater von drei Kindern.

## Karriere

### Verein

#### Anfänge bei West Bromwich
Nach einem erfolgreichen Probetraining in der U-12-Auswahl bekam Berahino trotz einiger Sprachbarrieren – er sprach ausschließlich französisch – ein Stipendium für die Jugendakademie von West Bromwich Albion. Nach guter Entwicklung unterzeichnete der Jugendliche 2011 im Alter von 17 Jahren seinen ersten Profivertrag mit einer Laufzeit von einem Jahr.

#### Leihen
Im Oktober 2011 wurde Berahino für einen Monat an den Viertligisten Northampton Town ausgeliehen, für den kurz darauf debütierte. Nachdem sein Leihvertrag zweimal verlängert worden war, verließ er Northampton im Februar 2012 wieder. In seinen 15 Einsätzen war der 18-Jährige meistens über die volle Spieldistanz zum Einsatz gekommen und hatte dabei sechs Tore erzielt. Bis zum Saisonende wurde er an den Drittligisten FC Brentford verliehen. Wegen eines Streits mit Trainer Uwe Rösler wurde das Leihgeschäft nach nur zwei Monaten wieder beendet. In seinen insgesamt acht Spielen für den FC Brentford hatte der Stürmer vier Tore erzielt.
Nach einem Kurzeinsatz für West Bromwich Albion im League Cup verlieh man den Angreifer im Oktober 2012 erneut, diesmal an den Zweitligisten Peterborough United. Auch dort wurde Berahino regelmäßig eingesetzt. Bei seinen zehn Einsätzen schoss Berahino zwei Tore.

#### Durchbruch in der Premier League
Nachdem Berahino im League Cup gegen AFC Newport County einen Hattrick erzielt hatte, debütierte der Stürmer am folgenden Wochenende in der Premier League. Bei der 0:2-Heimniederlage gegen Swansea City wurde er eine Viertelstunde vor Spielende für Scott Sinclair eingewechselt. Vier Wochen später erzielte der Juniorennationalspieler bei seiner Startelf-Premiere den 2:1-Siegtreffer in der Begegnung gegen Manchester United im Old Trafford. Es war das erste Tor für den Stürmer in seiner vierten Premier-League-Begegnung. Im Dezember 2013 wurde seine Vertragslaufzeit vorzeitig bis 2017 verlängert. Im restlichen Saisonverlauf erzielte Berahino in 32 Partien fünf Tore, dabei wurde er größtenteils als Einwechselspieler eingesetzt.
Im Januar 2017 schloss er sich Stoke City an und stieg mit der Mannschaft am Ende der Saison 2017/18 aus der Premier League ab.
Nachdem Berahino im Februar 2019 wegen Alkohol am Steuer aufgefallen war, wurde er bei Stoke City nicht mehr im Kader für ein Spiel berücksichtigt. Nach der Sommerpause, in der er mit der Nationalmannschaft am Afrika-Cup teilnahm, kehrte er zur Saisonvorbereitung nicht mehr nach Stoke City zurück, sondern trainierte beim belgischen Erstdivisionär SV Zulte Waregem mit. Am 7. August 2019 einigte er sich mit Stoke City über die Auflösung seines Vertrages gegen eine Abfindung.
Erst danach unterzeichnete er am 9. August 2019 einen neuen Vertrag bei Waregem über zwei Jahre, mit der Option der Verlängerung eines weiteren Jahres. Der Wechsel erfolgte entsprechend ablösefrei. In der Saison 2019/20 spielte er 18 von 27 möglichen Ligaspielen bis zum Abbruch der Saison aufgrund der COVID-19-Pandemie für Waregem. In der neuen Saison bestritt er alle acht möglichen Ligaspiele, bevor er Anfang Oktober 2020 kurz vor Fenster des verlängerten Transferfensters zum Ligakonkurrenten Sporting Charleroi für den Rest der Saison mit anschließender Kaufoption ausgeliehen wurde.
Berahino bestritt 16 von 26 möglichen Ligaspielen für Charleroi, in denen er zwei Tore schoss, sowie ein Pokalspiel. Die Kaufoption wurde von Charleroi nicht ausgeübt, so dass er in der Saison 2021/22 wieder zum Kader von Waregem gehört.
Nachdem er zu Anfang der Saison 2021/22 noch vier Ligaspiele für Waregem bestritten hatte, wechselte er Ende August 2021 direkt vor Ende des Transferfensters zu Sheffield Wednesday in die dritthöchste englische Liga.

### Nationalmannschaft
Berahino durchlief ab der U-16-Auswahl alle Jugendnationalmannschaften Englands. Am 14. Oktober qualifizierte er sich mit dem U-21-Team für die U-21-Europameisterschaft 2015 in Tschechien. Dabei war Berahino zusammen mit dem Polen Arkadiusz Milik der erfolgreichste Torschütze der Qualifikationsrunde.
Am 6. November 2014 wurde Berahino von Roy Hodgson in den Kader der englischen Nationalmannschaft für die Spiele gegen Slowenien und Schottland berufen, dabei blieb ihm allerdings nur die Rolle als Reservist.
Nachdem es in den folgenden Jahren zu keinen weiteren Berufungen in englische Auswahlmannschaften mehr gekommen war, spielte er am 8. September 2018 erstmals für die burundische Nationalmannschaft. Bei seinem Debüt, einem 1:1 gegen Gabun beim Qualifikationsspiel für die Afrikameisterschaft 2019, erzielte er das Tor zur 1:0-Führung.
Er nahm dann in allen Qualifikationsspielen der Nationalmannschaft, der die Qualifikation für den Afrika-Cup gelang, teil. Dort spielte er bei allen Vorrundenspielen. Allerdings erreichte die burundische Nationalmannschaft dabei nur null Punkte und schied daher aus dem Turnier aus.

## Spielweise
Berahino gilt als wendiger und trickreicher Spieler, der sowohl auf den Außen, als auch im Zentrum eingesetzt werden kann. Durch seine technische Versiertheit kommt er oft zu Torchancen, die er noch zu selten verwertet. Gegen robustere Gegenspieler ist er meistens physisch unterlegen, dieses Defizit gleich der Stürmer aber durch seine Schnelligkeit aus. Sein Fitnesswerte haben sich in den letzten Jahren deutlich verbessert. Zudem gilt Berahino als sicherer Elfmeterschütze.